# 王未之
王未之（1913年—1993年），中華民國财政要人、银行家、企业家，陆军中将军衔。浙江奉化人。

## 生平
蒋介石表侄。早年求学于军校，先后毕业于军需学校（后并入国防大学）、国防大学、美国三军工业大学、国防研究院。任职于军界，历任中华民国陆军总部经理署署长，联勤总部财务署署长，晋中将军衔。1949年移居台湾，任国防部中将副局长、参议。曾多次领队赴美国考察军队主计，财务管理和后勤业务。
1969年9月，转任财政部國有財產局局长，任期至1977年1月。并任中華民國中央銀行发行局局长。
后投身台湾工商界。1974年，出任景德制药公司董事长。任期内积极引进国外先进技术，与台湾国防医学院合作，研发新产品，拓展扩大内外销市场，企业迅速成长。后出任台湾国企裕台企业公司董事长。并任台湾中华贸易开发公司监察人。
晚年移居美国，逝世于美国。

## 代表著作
对企业管理颇有研究心得，著有
- 《金钱与讲话》
- 《企业管理问题研究》